# Margueritin teorém
Margueritin teorém (v originále Le Théorème de Marguerite) je francouzsko- švýcarský hraný film z roku 2023, který režírovala Anna Novion. Film je uveden v kategorii „speciální projekce“ na filmovém festivalu v Cannes dne 22. května 2023.

## Děj
Marguerite je jedinou studentkou mezi chlapci na École normale supérieure, kde projevuje výrazný talent v matematice. Právě dokončuje svou doktorskou práci o Goldbachově hypotéze a svou práci má prezentovat badatelům na semináři. Vedoucí její práce, Laurent Werner, ji pak informuje, že povede dalšího doktoranda, Lucase Savelliho, skvělého studenta z Oxfordské univerzity.
Když Marguerite prezentuje svou práci na veřejnosti, Lucas zasáhne, protože našel v její práci chybu, která znehodnocuje všechny její výsledky. Zklamaná Marguerite opustí místnost. Laurent Werner jí poradí, aby změnila téma své práce a pracovala s jiným profesorem. Ale Marguerite se rozhodne rezignovat na vědu a přestat studovat matematiku, což byl celý její dosavadní život.
Náhle opustí svou sociální bublinu, ve které do té doby žila, a poznává zcela odlišné lidi, jako je její nová spolubydlící Noa, která miluje tanec a párty. Marguerite začne pracuje jako prodavačka v obchodě s obuví. Aby měly na nájem, začne Marguerite hrát hru madžong, ve které se stává téměř nepřekonatelnou. Účastní se podzemních turnajů a to se stává jejím hlavním zdrojem příjmů, protože o práci v obchodě přijde.
Její matka Suzanne a Laurent Wernerovi o ni mají strach a snaží se ji vrátit na cestu výzkumu. Werner by si také přál, aby s ním a Lucasem Savellim napsala vědecký článek, protože je částečně založen na její práci, ale ona už s vědou nechce mít nic společného.
Ke studiu Goldbachovy hypotézy se však vrátí sama a kontaktuje Lucase Savelliho, jehož schopnosti oceňuje i přes jejich rivalitu. Začnou spolu pravidelně spolupracovat a postupně se oba sbližují. Marguerite si poprvé v životě uvědomí, že je zamilovaná.
Marguerite je posedlá svým matematickým výzkumem až do té míry, že ohrožuje její duševní zdraví. Noa ji přesvědčí, aby se na čas odstěhovala k matce. Mezitím jsou Lucas a Laurent Werner pozváni na konferenci do Lausanne. Marguerite se rozhodne jet tam bez pozvání a probrat své výsledky s Lucasem. Tím se opět vrací do vědecké komunity.

## Obsazení
| Ella Rumpf             | Marguerite Hoffmann |
| Jean-Pierre Darroussin | Laurent Werner      |
| Clotilde Courau        | Suzanne Hoffmann    |
| Julien Frison          | Lucas Savelli       |
| Sonia Bonny            | Noa                 |
| Cheng Xiaoxing         | pan Kong            |
| Idir Azougli           | Yanis               |
| Camille de Sablet      | vyučující           |
| Édouard Sulpice        | žák                 |

## Ocenění
- Filmový festival v Cannes: Cena CST pro mladého filmového technika (Anne-Sophie Delseries, scénografka)
- Filmový festival v Cabourgu: hlavní cena publika
- Festival Jean-Carmet: Cena poroty za nejlepší mužský herecký výkon ve vedlejší roli (Julien Frison), Cena diváků za nejlepší mužský herecký výkon ve vedlejší roli (Julien Frison)
- César: nejslibnější herečka  (Ella Rumpf); nominace v kategorii nejslibnější herec (Julien Frison)